# Raleb Majadele
Raleb Majadele (Arabisch: غالب مجادلة, Hebreeuws: ראלב מג`אדלה) (Baqa al-Gharbiyye bij Haifa, 5 april 1953) is een Israëlische ex-politicus, zakenman en politiek activist.

## Loopbaan
Majadele is een Arabische Israëliër en moslim. Hij was de voorzitter van de jeugdvereniging van de algemene vakbond in zijn woonplaats en  daarna als secretaris aan het hoofd van de vakbond aldaar. Later werd hij hoofd van de afdeling onderwijs en sport voor het landelijk bestuur van de vakbond.
Omdat hij te laag geplaatst stond op de kandidatenlijst van de Arbeidspartij voor de verkiezing van de 16e Knesset in 2003 werd hij niet direct verkozen maar kon hij vanwege het aftreden van Avraham Burg pas het jaar daarop zijn zetel in de Knesset innemen. Iets soortgelijks gebeurde bij de verkiezing voor de 18e Knesset in 2009 en de 19e Knesset in 2013. Majadele zag af van een herverkiezing voor de 20e Knesset in 2015.
Van 29 januari 2007 tot 31 maart 2009 was hij minister zonder portefeuille. Na de Druus Salah Tarif is hij de tweede niet-Joodse minister in Israël. Twintig procent van de Israëlische bevolking is Arabisch.
Majadele heeft een middelbareschoolopleiding. Hij is getrouwd en heeft vier kinderen.

### Benoeming als minister
Majadele werd op 10 januari 2007 door de voorzitter van de Arbeidspartij - Amir Peretz voorgedragen als kandidaat-minister voor wetenschap, cultuur en sport om de opengevallen plaats van voormalig minister Ophir Pines-Paz op te vullen die om principiële redenen was vertrokken nadat Jisrael Beeténoe tot de regering was toegetreden. Op 28 januari werd hij benoemd tot minister zonder portefeuille met alle stemmen in het Israëlisch kabinet vóór, behalve die van de nationalistische minister van strategische zaken Avigdor Lieberman van de partij Jisrael Beeténoe. De volgende dag werd zijn benoeming in de Knesset bekrachtigd doordat 59 parlementariërs voor zijn benoeming stemden en 23 tegen.
Alhoewel velen de politieke stap verwelkomden, waren er ook volop politieke protesten te horen. Mohammad Barakeh van de ultralinkse Hadash (een voornamelijk Arabische partij) noemde het een vieze truc om de Arabische Israëli's uiteen te drijven, terwijl de ultranationalisten van Jisrael Beeténoe het een aanslag noemden op het zionistisch streven. Op deze laatste uiting reageerden politici van de Arbeidspartij - furieus; de opmerkingen waren racistisch en Jisrael Beeténoe moest in hun ogen uit de coalitieregering gezet worden, die verder bestaat uit politici van de partijen Kadima, Shas en de ouderenpartij Gil.

## Trivia
Saillant detail is dat Majadele indertijd een petitie ondertekende waarin de Arbeidspartij opriep het voorbeeld van Ophir Pines-Paz na te volgen.